# Más pena que gloria
Más pena que gloria és una pel·lícula espanyola del 2001 dirigida per Víctor García León, qui també és autor del guió juntament amb Jonás Trueba, on es retrata l'adolescència amb influència de Louis Malle, François Truffaut i Éric Rohmer.

## Sinopsi
David és un adolescent sensible i introvertit amb un enorme món interior pel d'il·lusió i poesia. Però durant el curs comença a suspendre i descobreix que els seus pares no són els millors del món. S'enamora de Gloria, una noia de l'institut, amb la qual descobreix que el sexe no és romàntic com ell pensava, el seu germà petit Lucas és a punt de fitxar pel Reial Madrid mentre que ell és de l'Atlètic de Madrid...

## Repartiment
- Biel Duran	...	David
- Bárbara Lennie	...	Gloria
- María Galiana	...	Teresa
- Enrique San Francisco	...	Enrique
- Manuel Lozano	...	Lucas
- Alicia Sánchez	...	Karen

## Nominacions i premis
XVI Premis Goya (2001)
| Categoria              | Persona            | Resultat |
| ---------------------- | ------------------ | -------- |
| Millor actor revelació | Víctor García León | Candidat |
| Millor director novell | Biel Duran         | Candidat |

Festival de Màlaga (2001)Biznaga de plata al millor actor (Biel Duran)